# Teofànies
Les Teofànies (en grec antic: Θεοφάνια) eren uns festivals celebrats a Delfos el dia 7 del mes Bisi del calendari de Delfos, que correspondria al mes de març. Plutarc diu que era l'aniversari del naixement d'Apol·lo, i era el dia establert per consultar l'oracle.
La mateixa paraula, Teofania, s'usa per indicar la manifestació de la deïtat, i l'Església catòlica l'aplicava fins al segle iv per significar Nadal. La divinitat manifestada a Delfos era Apol·lo, i l'època de l'any tenia a veure amb l'inici de la primavera, indicat pel renaixement del déu de la llum. Plutarc diu també que al calendari de Delfos els tres mesos d'hivern estaven dedicats a Dionís i els set restants a Apol·lo.
No es coneixen amb detall les cerimònies que se celebraven, però se sap que hi havia una processó on es portaven branques de llorer, tal com s'havia de fer quan s'anava a consultar l'oracle. També es feien ofrenes, acompanyades d'oracions. Una celebració consistia amb l'ofrena d'uns pastissos anomenats φθοίς (phthoís) i es feien libacions amb vi. Heròdot parla d'una ofrena a Delfos que consistia en un llaç de plata on es recollien 600 àmfores, probablement producte de les ofrenes de les libacions.